# Cuatro bodas y un funeral (miniserie)
Cuatro bodas y un funeral (en inglés, Four Weddings and a Funeral) es una miniserie de televisión web estadounidense de comedia romántica, basada en la película británica de 1994 del mismo nombre, escrita por Richard Curtis. La miniserie, se estrenó el 31 de julio de 2019 en Hulu, fue creada por Mindy Kaling y Matt Warburton, su showrunner fue Tracey Wigfield, y fue protagonizado son Nathalie Emmanuel, Nikesh Patel, Rebecca Rittenhouse, Brandon Mychal Smith, y John Paul Reynolds.

## Sinopsis
Cuatro bodas y un funeral sigue a «cuatro amigos estadounidenses -Maya, Craig, Ainsley y Duffy- que se reúnen para una fabulosa boda en Londres. Pero, después de que una bomba en el altar les hace perder la vida, deben soportar un año tumultuoso de romance y angustia. Las relaciones se forjan y se rompen, los escándalos políticos quedan al descubierto, la vida social londinense se desploma, las relaciones amorosas se encienden y se apagan, y por supuesto, hay cuatro bodas... y un funeral».

## Elenco

### Principal
- Nathalie Emmanuel como Maya, una escritora de discursos políticos de los Estados Unidos que recientemente se mudó a Londres para estar más cerca de sus mejores amigos de la universidad.
- Nikesh Patel como Kash, El ex-prometido de Ainsley y un infeliz banquero de inversión que quiere ser actor.
- Rebecca Rittenhouse como Ainsley Howard, una diseñadora de interiores cuyos padres financian su negocio de diseño de interiores y su apartamento.
- John Reynolds como Duffy, un profesor de latín que quiere convertirse en novelista. Ha estado secretamente enamorado de Maya durante una década.
- Brandon Mychal Smith como Craig, un banquero de inversión que también es compañero de oficina y amigo de Kash.
- Zoe Boyle como Gemma, la vecina y amiga británica de Ainsley que es ama de casa.
- Sophia La Porta como Zara, la novia y más tarde la esposa de Craig.
- Harish Patel como Haroon, el padre de Kash, que trabaja en el Aeropuerto de Heathrow.
- Guz Khan como Basheer, uno de los amigos de Kash.

### Recurrente
- Krrish Patel como Asif Khan, el hermano pequeño de Kash.
- Hector Bateman-Harden como Giles, el hijo de Gemma y Quentin.
- Nathan Stewart-Jarrett como Tony 2, el asistente de Ainsley en su negocio de diseño de interiores.
- Rakhee Thakrar como Fatima, la exnovia de Kash y la novia de Basheer.
- Alex Jennings como Andrew Aldridge, un muy conservador Miembro del Parlamento, jefe de Maya, y el interés amoroso de Tony 2.
- Jamie Demetriou como Marcus, el compañero de trabajo de Maya.
- Dermot Mulroney como Bryce Dylan, el cliente recientemente divorciado de Ainsley y su interés amoroso.

### Invitados
- Tom Mison como Quentin, el esposo rico de Gemma.
- Andie MacDowell como la Sra. Howard, la madre de Ainsley .
- Tommy Dewey como Ted, un senador de Nueva York que tuvo una aventura con Maya.
- Ashley Madekwe como Julia, la madre de la hija de Craig, Molly.

## Producción

### Desarrollado
El 1 de noviembre de 2017, se anunció que Hulu estaba desarrollando una adaptación de la película Cuatro bodas y un funeral, para volverla una serie de televisión de antología. Los productores ejecutivos son Mindy Kaling, Matt Warburton, Richard Curtis, Jonathan Prince, Tim Bevan, Eric Fellner, y Howard Klein. Las compañías de producción involucradas en la miniserie fueron Working Title Films, 3 Arts Entertainment, MGM Television, y Universal Television. El 2 de mayo de 2018, Hulu ordenó la producción de la miniserie.
El 12 de abril de 2019, se anunció que la serie se estrenaría el 31 de julio de 2019.

### Casting
El 26 de octubre de 2018, se anunció que Jessica Williams, Nikesh Patel, Rebecca Rittenhouse, y John Paul Reynolds se habían unido al elenco principal de la miniserie. El 21 de noviembre de 2018, se informó de que el papel principal de Williams de Jess había sido reconcebido en un nuevo personaje llamado Maya y que Williams había sido refundido en el papel por Nathalie Emmanuel. Además, se informó que Brandon Mychal Smith, Zoe Boyle, Harish Patel y Guz Khan se habían unido al reparto y que Andie MacDowell haría una aparición como invitada en un guiño a su papel protagonista en la película de 1994, aunque no como su personaje original Carrie de la película. El 7 de diciembre de 2018, se anunció que Tom Mison y Ashley Madekwe se habían unido al elenco en papeles recurrentes y que Tommy Dewey haría una aparición como invitado. En febrero de 2019, Sophia La Porta se unió al elenco.

### Rodaje
El rodaje de la serie comenzó el 26 de noviembre de 2018, en Londres, Inglaterra.

### Banda sonora
La banda sonora de Cuatro bodas y un funeral fue lanzada el 14 de agosto de 2019 y consistía en una mezcla de versiones de portada y originales.

## Recepción
En Rotten Tomatoes la miniserie tiene un índice de aprobación del 43%, basado en 37 reseñas, con una calificación promedio de 5.59/10. El consenso crítico del sitio dice, «A pesar de un impresionante reparto y equipo, Four Weddings and a Funeral no tiene éxito, confiando demasiado en los clichés del género para ofrecer al público algo más que otra mediocre comedia romántica». En Metacritic, tiene puntaje promedio ponderado de 50 sobre 100, basada en 20 reseñas, lo que indica «críticas mixtas o medias».